# Steffi Hanzlik
Steffi Jacob z d. Hanzlik (ur. 30 grudnia 1975 w Schmalkalden) – niemiecka skeletonistka, mistrzyni świata i dwukrotna zdobywczyni Pucharu Świata.

## Kariera
Pierwszy sukces w karierze osiągnęła 12 grudnia 1996 roku w Schönau am Königssee, gdzie wygrała pierwsze w historii zawody Pucharu Świata kobiet. Wyprzedziła tam dwie Kanadyjki: Mellisę Hollingsworth i Michelle Kelly. W kolejnych latach Niemka wielokrotnie stawała na podium zawodów tego cyklu, najlepsze wyniki osiągając w sezonach 1996/1997 i 1998/1999, kiedy to zwyciężała w klasyfikacji generalnej. Była też druga w sezonach 1997/1998 i 2000/2001, ulegając odpowiednio Mai Bieri ze Szwajcarii oraz Brytyjce Alex Coomber.
W 2000 roku zdobyła złoty medal na mistrzostwach świata w Igls, zostając tym samym pierwszą w historii oficjalną mistrzynią świata w tym sporcie. Była też między innymi czwarta na rozgrywanych rok później mistrzostwach świata w Calgary. Walkę o podium przegrała tam z Tricią Stumpf z USA o 0,69 sekundy. W 2002 roku wystartowała na igrzyskach olimpijskich w Salt Lake City, zajmując siódmą pozycję.